# エレクトリック・デイジー・カーニバル
エレクトリック・デイジー・カーニバル（Electric Daisy Carnival）は、アメリカ合衆国ネバダ州ラスベガスで毎年5月に開催されているエレクトロニック・ダンス・ミュージックの音楽フェスティバル、及び同名を冠した世界各地で開催されているフェスティバル・ブランド。一般的にEDCと簡略化されて呼ばれる。

## 概要
EDCは毎年5月にネバダ州のラスベガス・モーター・スピードウェイで開催されている。
2009年にEDCは2日間のイベントとなり、2011年には3日間で23万人を動員した。2015年には3日間で40万人以上（1日13万4000人）を動員する。現在では8つのステージが用意されている。
EDCは他の州や海外でも同様のフェスティバルを企画し、プエルトリコ、イギリス、ブラジル、インドなどでもEDCを開催した。EDCは現在、ラスベガスのメインフェスティバルに加え、フロリダ州オーランド、中国、メキシコで毎年開催されている。
日本ではEDC Japanとして千葉県幕張で2017年から2019年まで開催された。

## ギャラリー

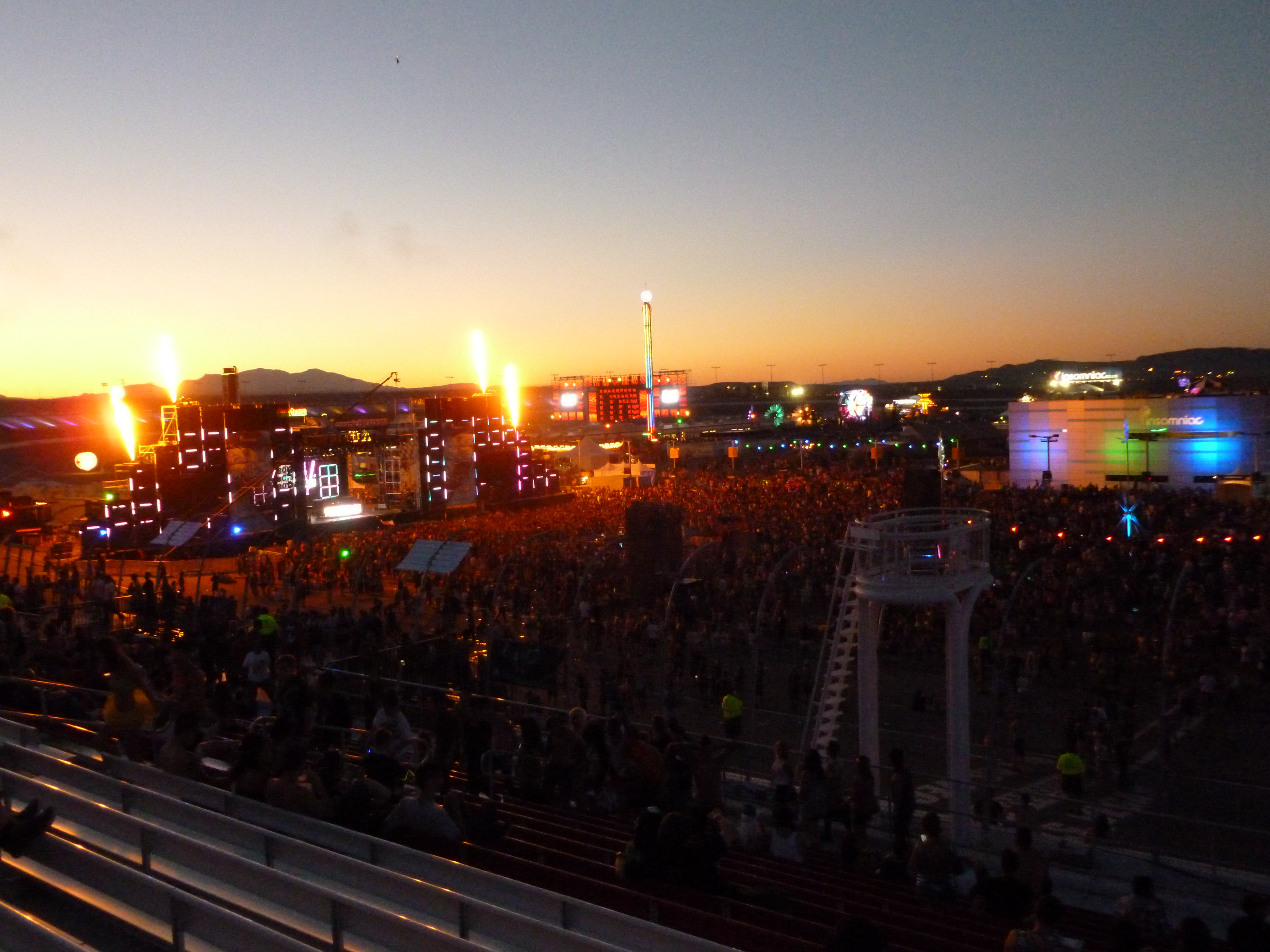
2011
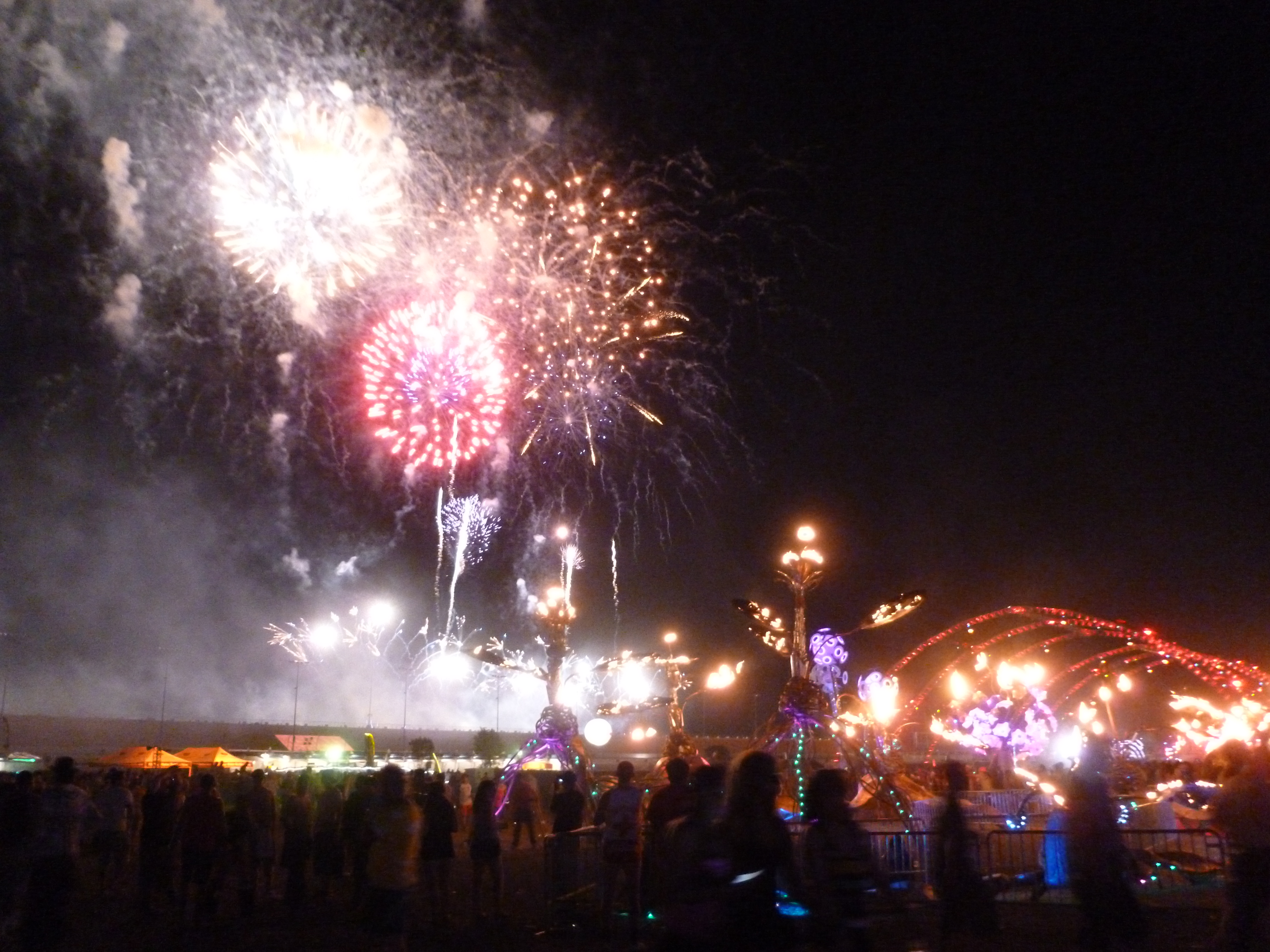
2011
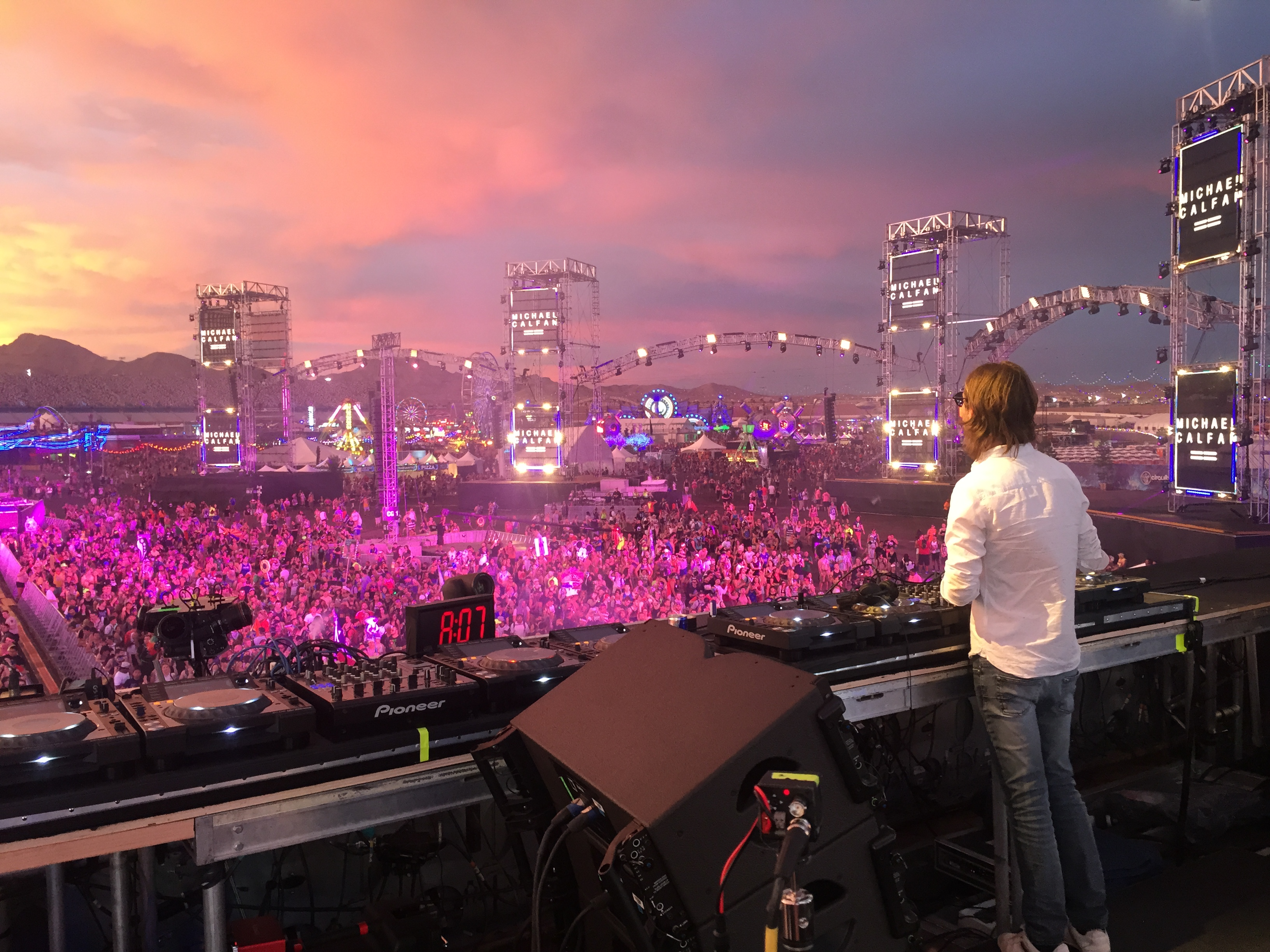
2016